# 20-я воздушная истребительная армия ПВО
20-я воздушная истребительная армия ПВО (20-я ВИА ПВО) — оперативное объединение войск ПВО СССР, предназначенное для обеспечения задач противовоздушной обороны самостоятельно и во взаимодействии с другими видами Вооружённых Сил и родами войск (сил) ВС СССР.

## История наименований
- 20-я воздушная истребительная армия ПВО (c 01.02.1946 г.)[1].

## Формирование
Воздушная истребительная армия сформирована в связи с решением Правительства СССР о реорганизации системы ПВО страны в феврале 1946 года как 20-я воздушная истребительная армия ПВО в составе Западного округа ПВО. Штаб армии располагался в Вильнюсе.

## Переформирование и расформирование армии
20-я воздушная истребительная армия ПВО в связи с реорганизацией системы ПВО страны в июле 1946 года была расформирована, её соединения и части переданы в состав 19-й воздушной истребительной армии ПВО Северо-Западного округа ПВО и 21-й воздушной истребительной армии ПВО Юго-Западного округа ПВО.

## Подчинение
| Объединение        | Период                  |
| ------------------ | ----------------------- |
| Западный округ ПВО | 01.02.1946 — 01.07.1946 |

## Состав
- 36-я истребительная авиационная дивизия ПВО (Варшава, Польша):
  - 405-й истребительный авиационный полк (Варшава, Польша);
  - 495-й истребительный авиационный полк (Нове-Място-над-Пилицон, Польша);
  - 591-й истребительный авиационный полк (Модлин, Польша);
  - 651-й истребительный авиационный полк (Лодзь, Польша);
  - 826-й истребительный авиационный полк (Лодзь, Польша);
  - 827-й истребительный авиационный полк (Модлин, Польша).
- 125-я истребительная авиационная дивизия (Вильнюс, Литовская ССР)[2]:
  - 33-й истребительный авиационный полк ПВО[2];
  - 730-й истребительный авиационный полк ПВО[2];
  - 787-й истребительный авиационный полк ПВО[2];
  - 416-й истребительный авиационный полк ПВО
- 148-я истребительная авиационная дивизия ПВО (Ландсберг-на-Варте (Гожув-Велькопольский), Польша)[2]:
  - 148-й гвардейский истребительный авиационный полк ПВО[2];
  - 785-й истребительный авиационный полк[2];
  - 907-й истребительный авиационный полк ПВО[2];
  - 1006-й истребительный авиационный полк ПВО[2];
- 320-я истребительная авиационная дивизия (Быдгощ, Польша)[2]:
  - 652-й истребительный авиационный полк[2];
  - 862-й истребительный авиационный полк[2];
  - 963-й истребительный авиационный полк[2];
- 328-я истребительная авиационная дивизия (Минск)[2]:
  - 126-й истребительный авиационный полк (Минск)[2];
  - 441-й истребительный авиационный полк[2];
  - 722-й истребительный авиационный полк ПВО[2];
  - 959-й истребительный авиационный полк ПВО[2];
  - 960-й истребительный авиационный полк ПВО[2].

## Базирование
| Период                  | Город   |
| ----------------------- | ------- |
| 01.02.1946 - 01.07.1946 | Вильнюс |